# 원량초등학교 옥동분교
원량초등학교 옥동분교는 경상남도 통영시 욕지면 동항리 384-1에 있었던 공립 초등학교이다.

## 연혁
- 1959년 4월 1일 원량국민학교 옥동분교장(4학급) 인가
- 1961년 4월 1일 옥동국민학교 개교(5학급)
- 1968년 3월 1일 초도분교장 설립인가
- 1981년 3월 1일 병설유치원 설립인가
- 1996년 3월 1일 옥동초등학교로 개칭
- 1998년 9월 1일 원량초등학교 옥동분교로 격하
- 2008년 3월 1일 폐교